# Лукин, Яков Николаевич
Яков Николаевич Лукин (3 апреля 1909, Санкт-Петербург — 1995, Павловск, Санкт-Петербург) — советский архитектор и педагог, член Союза архитекторов СССР.

## Биография
Родился 3 апреля (по другим данным 6 апреля) 1909 года в Петербурге.
В молодые годы занимался боксом и был чемпионом Ленинграда среди любителей-тяжеловесов.
В 1932—1934 годах обучался в Академии художеств СССР. Дипломная работа — картина «Пассажирский речной вокзал в городе Горьком».
В 1939 году был призван в РККА. Стал участником Великой Отечественной войны, защищал Ленинград в звании капитана авиационно-технической службы. Демобилизовался из армии в 1946 году.
Ректор Ленинградского высшего художественно-промышленного училища имени В. И. Мухиной с 1955 по 1980 год (ныне Санкт-Петербургская художественно-промышленная академия имени А. Л. Штиглица). Инициатор создания и первый заведующий кафедрой «Внутренняя отделка и оборудование зданий» (ныне «Кафедра интерьера и оборудования»). Автор нескольких учебных пособий. Некоторое время возглавлял Санкт-Петербургский Союз архитекторов.
Умер в 1995 году в Павловске, где находился последние годы жизни, потеряв сначала дочь, а затем жену. Был похоронен на семейном участке кладбища в Шувалово.
В числе наград Я. Н. Лукина: медали «За оборону Ленинграда», «За победу над Германией в Великой Отечественной войне 1941—1945 гг.», а также орден Отечественной войны II степени (1985).